# 협궤무개화차
협궤무개화차는 경기도 의왕시 월암동, 철도박물관에 있는 화차이다. 2008년 10월 17일 대한민국의 국가등록문화재 제421호로 지정되었다.

## 개요
이 화차(貨車)는 철도 화물을 수송하기 위하여 미국에서 제작한 협궤선용 화물열차로 덮개가 없다. 표준보다 좁은 협궤 노선인 수인선(수원~인천 송도), 수여선(수원~여주)에서 석탄, 광물 등을 주로 운반하는 데 사용하였으며, 소래 지방에서 생산된 소금 운송에도 사용하였다. 1995년 수인선이 폐지되면서 협궤 운행이 중단되어 지금은 사용하지 않는다.

## 참고 자료
- 협궤무개화차 - 국가유산청 국가유산포털